# Abade (Príncipe)
Abade ist ein Ort im Distrikt Pagué auf der Insel Príncipe im Inselstaat São Tomé und Príncipe. 2012 wurden 232 Einwohner gezählt.

## Geographie
Der Ort liegt auf einer Höhe von ca. 252 m oberhalb der Praia Abade an der Nordostküste der Insel. Der Ort entstand als Dependenz der Plantage (roça) Bela Vista.